# Sirius Software
 (juillet 2024).
Sirius Software est une ancienne société de développement et d'édition de jeux vidéo américaine fondée en mai 1980 par Jerry Jewell et Terry Bradley. 
Ce dernier ouvre un magasin franchisé ComputerLand à Sacramento fin 1979. L’année suivante, il recrute Jerry Jewell comme responsable des ventes avant d’être contacter par Nasir Gebelli qui lui propose de distribuer un logiciel qu’il a programmé. Pour le publier, ils décident  en mai 1980 de créer leur propre société d’édition de programme informatique, qu’ils baptisent Sirius Software. Nasir Gebelli développe ensuite de nombreux jeux vidéo, dont notamment Space Eggs (février 1981) et Gorgon (juin 1981), qui se placent régulièrement dans le peloton de tête des ventes de jeux sur micro-ordinateur et qui permettent à la société de connaitre une ascension fulgurante. Ce succès permet à Terry Bradley de revendre sa boutique en mai 1981, de recruter ses premiers employés et de commencer à diversifier les activités de l’entreprise en éditant des jeux créés par des développeurs indépendants. En 1982, Nasir Gebelli quitte l’entreprise pour créer sa propre société d’édition de jeux vidéo, Gebelli Software. En 1983, la société s’impose comme l’une des quinze entreprises les plus importantes de son secteur avec un chiffre d’affaires de 11 000 000 $. Elle fait cependant faillite en 1984 après le crash du jeu vidéo de 1983 lorsque la division jeu vidéo de la 20th Century Fox échoue à rembourser à la société les 18 000 000 $ de royalties qu’elle lui doit.

## Historique
Sirius Software est fondée en 1980 par Jerry Jewell et Terry Bradley. Après 21 ans de carrière dans l’US Air Force, ce dernier prend sa retraite en 1979 et cherche alors une nouvelle activité. Il envisage d’abord une carrière dans l’immobilier avant de décider de créer sa propre entreprise, ce qui le conduit à ouvrir un magasin franchisé ComputerLand à Sacramento fin 1979. Au printemps suivant, il engage Jerry Jewel, un vétéran de la guerre du Viet Nam, comme responsable des ventes. À la même époque, Nasir Gebelli commence à fréquenter la boutique et leur propose de distribuer le logiciel graphique E-Z Draw qu'il a récemment programmé sur son Apple II,. Pour le publier, ils décident en mai 1980 de créer leur propre société d’édition de programme informatique. 
La société, qu'ils baptisent Sirius Software, est officiellement enregistré au registre des entreprises de Californie le 20 novembre 1980 et est alors composé de Jerry Jewell (président), Patricia Bradley (vice-présidente), Jerry Jewel (trésorier), Philip Knopp (directeur général) et Nasir Gebelli qui supervise les développements de logiciels. Dans un premier temps, Jerry Jewell et Terry Bradley gèrent leur nouvelle société tout en continuant à travailler dans leur boutique. De son côté, Nasir Gebelli se consacre entièrement à la programmation et E-Z Draw est rapidement suivi des jeux vidéo Both Barrels, Cyber Strike et Star Cruiser. 
Dès ses débuts, la société se révèle très profitable grâce au succès des jeux de Nasir Gebelli, qui se placent régulièrement dans le peloton de tête des ventes de jeux sur micro-ordinateurs. Sorti en février 1981, son jeu Space Eggs est ainsi un des rares programmes à détrôner VisiCalc en lui usurpant la place de numéro un des ventes pendant deux mois consécutifs,. Il est suivi en juin 1981 par Gorgon qui reste dans le classement des meilleures ventes pendant plus d’un an et qui, avec plus de 23 000 copies vendues, est un des plus gros succès de l’époque,. 
Au printemps 1981, Terry Bradley peut ainsi revendre son magasin pour se consacrer entièrement à sa jeune société et il recrute Jim Ackerman en tant que directeur général. Tout en continuant de travailler avec Nasir Gebelli, il commence également à diversifier les activités de l’entreprise en faisant appel à d’autres développeurs. Il recrute alors Ernie Brock, l’auteur du logiciel Pascal Graphics Editor, pour superviser ces nouvelles activités d’acquisition, d’amélioration et de publication de programme créés par des indépendant,. 
En 1982, Nasir Gebelli quitte l’entreprise pour créer sa propre société d’édition de jeux vidéo, Gebelli Software. 
En 1983, la société s’impose comme l’une des quinze entreprises les plus importantes du secteur de l’édition de programmes informatiques avec un chiffre d’affaires de 11 000 000 $. 
Elle fait cependant faillite en 1984 après le crash du jeu vidéo de 1983 lorsque la division jeu vidéo de la 20th Century Fox échoue à rembourser à la société les 18 000 000 $ de royalties qu’elle lui doit.

## Produits
| Année | Titre                 | Développeur                   | Genre                  | Plate-forme                          |
| ----- | --------------------- | ----------------------------- | ---------------------- | ------------------------------------ |
| 1980  | Both Barrels          | Nasir Gebelli                 | Shoot 'em up           | Apple II                             |
| 1980  | Cyber Strike          | Nasir Gebelli                 | Shoot 'em up           | Apple II                             |
| 1980  | E-Z Draw              | Nasir Gebelli                 | Logiciel graphique     | Apple II                             |
| 1980  | Star Cruiser          | Nasir Gebelli                 | Shoot 'em up           | Apple II                             |
| 1981  | Autobahn              | Nasir Gebelli                 | Shoot 'em up           | Apple II                             |
| 1981  | Beer Run              | Mark Turmel                   | Jeu de plates-formes   | Apple II                             |
| 1981  | Borg                  | Dan Thompson et Jeff Allen    | Jeu de labyrinthe      | Apple II                             |
| 1981  | Copts and Robbers     | Eric Knopp et Alan Merrel     | Jeu de labyrinthe      | Apple II                             |
| 1981  | Dark Forest           | Tom Mornini                   | Jeu vidéo de stratégie | Apple II                             |
| 1981  | Epoch (en)            | Larry Miller                  | Shoot 'em up           | Apple II                             |
| 1981  | Gamma Goblins         | Tony et Benny Ngo             | Shoot 'em up           | Apple II                             |
| 1981  | Gorgon                | Nasir Gebelli                 | Shoot 'em up           | Apple II                             |
| 1981  | Hadron                | Larry Miller                  | Shoot 'em up           | Apple II                             |
| 1981  | Orbitron              | Eric Knopp                    | Shoot 'em up           | Apple II                             |
| 1981  | Outpost (en)          | Tom McWilliams                | Shoot 'em up           | Apple II                             |
| 1981  | Phantoms Five,        | Nasir Gebelli                 | Shoot 'em up           | Apple II                             |
| 1981  | Pulsar II             | Nasir Gebelli                 | Shoot 'em up           | Apple II                             |
| 1981  | Sneakers              | Mark Turmell                  | Shoot 'em up           | Apple II – Atari 8-bit               |
| 1981  | Space Eggs            | Nasir Gebelli                 | Shoot 'em up           | Apple II – Atari 8-bit               |
| 1982  | Bandits               | Tony et Benny Ngo             | Shoot 'em up           | Apple II – Atari 8-bit, C64, VIC-20  |
| 1982  | Blade of Blackpoole   | Tim Wilson                    | Jeu d'aventure         | Apple II – Atari 8-bit, C64          |
| 1982  | Call to Arms          | Mike Falkner                  | Jeu vidéo de stratégie | IBM PC                               |
| 1982  | Computer Foosball,    | Keithen                       | Jeu de sport           | Apple II                             |
| 1982  | Critical Mass         | Bob Blauschild                | Jeu d'aventure         | Apple II                             |
| 1982  | Cyclod                |                               |                        | Apple II                             |
| 1982  | Deadly Duck           |                               | Shoot 'em up           | Apple II                             |
| 1982  | Escape from Rungistan | Bob Blauschild                | Jeu d’aventure         | Apple II                             |
| 1982  | Fantastic Voyage      | David Lubar                   | Shoot 'em up           | Atari 2600, Atari 8-bit              |
| 1982  | Fast Eddie            | Mark Turmell                  | Shoot 'em up           | Atari 2600, Atari 8-bit, C64, VIC-20 |
| 1982  | Flip Out              | Scott Huskey                  | Jeu d'action           | Apple II                             |
| 1982  | Fly Wars              | Duane Later                   | Jeu d'action           | Apple II                             |
| 1982  | Free Fall             | Mark Turmell                  | Jeu d'action           | Apple II                             |
| 1982  | Jellyfish             |                               |                        | Apple II                             |
| 1982  | Kabul Spy             |                               |                        | Apple II                             |
| 1982  | Lemmings              | Dan Thompson                  | Jeu d'action           | Apple II                             |
| 1982  | Minotaur              | Larry Miller                  | Jeu de labyrinthe      | Apple II                             |
| 1982  | Repton                | Dan Thompson                  | Jeu d'action           | Apple II – Atari 8-bit, C64          |
| 1982  | Snake Byte (en)       | Chuck Sommerville             | Jeu de labyrinthe      | Apple II – Atari 8-bit, C64, VIC-20  |
| 1982  | Turmoil               | Mark Turmell                  | Jeu d'action           | Atari 2600, Atari 8-bit, C64, VIC-20 |
| 1982  | Twerps                | Dan Thompson                  | Jeu d'action           | Apple II – Atari 8-bit               |
| 1982  | Type Attack           | Jim Hauser et Ernie Brock     | Jeu de dactylographie  | Apple II – Atari 8-bit, C64, VIC-20  |
| 1982  | Wavy Navy             | Rodney McAuley                | Shoot 'em up           | Apple II – Atari 8-bit, C64          |
| 1982  | Wayout                | Paul Allen Edelstein          | Jeu de labyrinthe      | Atari 8-bit – Apple II, C64          |
| 1982  | Worm War I (en)       | David Lubar                   | Shoot 'em up           | Atari 2600                           |
| 1983  | Alpha Shield          | David Lubar                   | Shoot 'em up           | Atari 8-bit                          |
| 1983  | Buzzard Bait          | Mike Ryeburn                  | Shoot 'em up           | Apple II – IBM PC                    |
| 1983  | Capture the Flag (en) | Paul Allen Edelstein          | Jeu de labyrinthe      | Atari 8-bit                          |
| 1983  | Final Orbit           |                               | Shoot 'em up           | Atari 8-bit – VIC-20                 |
| 1983  | Gruds in Space        | Chuck Somerville et Joe Dudar | Jeu d'aventure         | Apple II                             |
| 1983  | Plasmania             | David Lubar et Lewis Geer     | Shoot 'em up           | Apple II                             |
| 1983  | Spider City           |                               | Shoot 'em up           | Atari 8-bit                          |
| 1983  | Squish 'em            | Tony Ngo                      | Jeu de plates-formes   | Atari 8-bit – C64                    |